# ブラッド・ピケット
ブラッド・ピケット（Brad Pickett、1978年9月24日 - ）は、イギリスの男性総合格闘家。イングランド・ロンドン出身。チーム・タイタン/アメリカン・トップチーム所属。元UCMMAフェザー級王者。
入場時には、帽子にサスペンダーというイギリスの労働者階級風の出で立ちをしている。

## 来歴
2004年、Cage Rageでプロデビュー。
2005年9月10日、Cage Rage 13の初代英国フェザー級王座決定戦でオジー・ハルクと対戦し、踏みつけでTKO勝ちを収め王座獲得に成功した。その後、Cage Rage 15でロビー・オリヴィエを相手に王座を防衛し、Cage Rage 16のノンタイトル戦でも阿部裕幸を相手に判定で勝利を収めた。
2006年9月30日、Cage Rage 18の英国フェザー級王座防衛戦でロビー・オリヴィエと再戦し、チョークスリーパーで一本負けを喫し王座陥落した。
2007年6月2日、Dynamite!! USAで所英男と対戦、腕ひしぎ十字固めで一本負け。

### WEC
2009年12月19日、WEC初参戦となったWEC 45でカイル・ディーツと対戦し、ペルヴィアン・ネクタイで一本勝ち。サブミッション・オブ・ザ・ナイトを受賞した。
2010年8月18日、WEC 50でスコット・ヨルゲンセンと対戦し、0-3の判定負け。ファイト・オブ・ザ・ナイトを受賞した。
2010年12月16日、WEC最終興行WEC 53でアイヴァン・メンジバーと対戦し、3-0の判定勝ち。WEC戦績を3勝1敗とした。

### UFC
2011年11月5日、UFC初参戦となったUFC 138でヘナン・バラオンと対戦し、リアネイキドチョークで一本負け。ファイト・オブ・ザ・ナイトを受賞した。
2013年4月6日、UFC on Fuel TV 9でバンタム級ランキング9位のマイク・イーストンと対戦し、2-1の判定勝ち。ファイト・オブ・ザ・ナイトを受賞した。
2013年8月17日、UFC Fight Night: Shogun vs. Sonnenでバンタム級ランキング3位のマイケル・マクドナルドと対戦し、三角絞めで一本負け。ファイト・オブ・ザ・ナイトを受賞した。
2014年7月19日、UFC Fight Night: McGregor vs. Brandaoでフライ級ランキング3位のイアン・マッコールと対戦し、0-3の判定負け。
2015年7月11日、UFC 189でバンタム級ランキング14位のトーマス・アルメイダと対戦し、跳び膝蹴りでKO負けを喫した。
2016年2月27日、UFC Fight Night: Silva vs. Bispingでバンタム級ランキング15位のフランシスコ・リベラと対戦し、2-1の判定勝利。
2016年12月17日、UFC on FOX 22でバンタム級ランキング7位のユライア・フェイバーと対戦し、判定負け。
2017年3月18日、引退試合となったUFC Fight Night: Manuwa vs. Andersonでマルロン・ヴェラと対戦し、パウンドでTKO負けを喫した。

## 戦績
| 総合格闘技 戦績 | 総合格闘技 戦績 | 総合格闘技 戦績 | 総合格闘技 戦績 | 総合格闘技 戦績 | 総合格闘技 戦績 | 総合格闘技 戦績 |
| --------------- | --------------- | --------------- | --------------- | --------------- | --------------- | --------------- |
| 39 試合         | (T)KO           | 一本            | 判定            | その他          | 引き分け        | 無効試合        |
| 25 勝           | 7               | 10              | 8               | 0               | 0               | 0               |
| 14 敗           | 3               | 5               | 6               | 0               | 0               | 0               |

| 勝敗 | 対戦相手                     | 試合結果                             | 大会名                                                                 | 開催年月日     |
| ×    | マルロン・ヴェラ             | 3R 3:50 TKO（左ハイキック→パウンド） | UFC Fight Night: Manuwa vs. Anderson                                   | 2017年3月18日  |
| ×    | ユーリ・アルカンタラ         | 1R 1:59 三角絞め                     | UFC 204: Bisping vs. Henderson 2                                       | 2016年10月8日  |
| ×    | ユライア・フェイバー         | 5分3R終了 判定0-3                    | UFC on FOX 22: VanZant vs. Waterson                                    | 2016年12月17日 |
| ○    | フランシスコ・リベラ         | 5分3R終了 判定2-1                    | UFC Fight Night: Silva vs. Bisping                                     | 2016年2月27日  |
| ×    | トーマス・アルメイダ         | 2R 0:29 KO（左跳び膝蹴り）           | UFC 189: Mendes vs. McGregor                                           | 2015年7月11日  |
| ×    | チコ・カムス                 | 5分3R終了 判定1-2                    | UFC Fight Night: Edgar vs. Swanson                                     | 2014年11月22日 |
| ×    | イアン・マッコール           | 5分3R終了 判定0-3                    | UFC Fight Night: McGregor vs. Brandao                                  | 2014年7月19日  |
| ○    | ニール・シーリー             | 5分3R終了 判定3-0                    | UFC Fight Night: Gustafsson vs. Manuwa                                 | 2014年3月8日   |
| ×    | マイケル・マクドナルド       | 2R 3:43 三角絞め                     | UFC Fight Night: Shogun vs. Sonnen                                     | 2013年8月17日  |
| ○    | マイク・イーストン           | 5分3R終了 判定2-1                    | UFC on Fuel TV 9: Mousasi vs. Latifi                                   | 2013年4月6日   |
| ×    | エディ・ワインランド         | 5分3R終了 判定1-2                    | UFC 155: dos Santos vs. Velasquez 2                                    | 2012年12月29日 |
| ○    | イーブス・ジャボウィン       | 1R 3:40 KO（右アッパー）             | UFC on Fuel TV 5: Struve vs. Miocic                                    | 2012年9月29日  |
| ○    | ダマッシオ・ペイジ           | 2R 4:05 リアネイキドチョーク         | UFC on Fuel TV 2: Gustafsson vs. Silva                                 | 2012年4月14日  |
| ×    | ヘナン・バラオン             | 1R 4:09 リアネイキドチョーク         | UFC 138: Leben vs. Munoz                                               | 2011年11月5日  |
| ○    | アイヴァン・メンジバー       | 5分3R終了 判定3-0                    | WEC 53: Henderson vs. Pettis                                           | 2010年12月16日 |
| ×    | スコット・ヨルゲンセン       | 5分3R終了 判定0-3                    | WEC 50: Cruz vs. Benavidez 2                                           | 2010年8月18日  |
| ○    | デメトリアス・ジョンソン     | 5分3R終了 判定3-0                    | WEC 48: Aldo vs. Faber                                                 | 2010年4月24日  |
| ○    | カイル・ディーツ             | 2R 4:36 ペルヴィアン・ネクタイ       | WEC 45: Cerrone vs. Ratcliff                                           | 2009年12月19日 |
| ○    | デビッド・リー               | 1R 2:26 ギロチンチョーク             | UCMMA 6: Payback 【UCMMAフェザー級タイトルマッチ】                     | 2009年8月22日  |
| ○    | ディーノ・ガンバスティ       | 2R 0:15 ギロチンチョーク             | UCMMA 3: Unstoppable 【UCMMAフェザー級王座決定戦】                     | 2009年3月28日  |
| ○    | アンタナス・ジャズビュティス | 3R KO（ボディブロー）                | Cage Rage 28: VIP                                                      | 2008年9月20日  |
| ○    | クリスチャン・ビンダ         | 2R 2:52 ギロチンチョーク             | Cage Rage 27: Step Up                                                  | 2008年7月12日  |
| ○    | ポール・リード               | 5分3R終了 判定2-0                    | Cage Rage 26: Extreme                                                  | 2008年5月10日  |
| ○    | フレデリック・フェルナンデス | 1R ギロチンチョーク                  | FX3: Fight Night 7                                                     | 2008年3月15日  |
| ○    | ヴァウアン・リー             | 3R 3:20 TKO（パンチ連打）            | Cage Rage Contenders 6                                                 | 2007年8月18日  |
| ×    | 所英男                       | 1R 2:41 腕ひしぎ十字固め             | Dynamite!! USA                                                         | 2007年6月2日   |
| ×    | アレックス・オーウェン       | 5分3R終了 判定0-2                    | Cage Rage 21: Judgement Day                                            | 2007年4月21日  |
| ○    | JR・シムス                   | 2R 3:12 TKO（パウンド）              | BodogFight: Costa Rica Combat                                          | 2007年2月16日  |
| ○    | フィル・レバーン             | 1R 3:20 腕ひしぎ十字固め             | House of Pain 7: Cage Fever                                            | 2006年11月26日 |
| ○    | ブレット・リー               | 1R 1:18 腕ひしぎ十字固め             | Intense Fighting: Caged                                                | 2006年11月11日 |
| ○    | ジョン・トレント             | 1R 3:58 腕ひしぎ十字固め             | Absolute Fighting Championships 19                                     | 2006年10月21日 |
| ×    | ロビー・オリヴィエ           | 3R 3:03 チョークスリーパー           | Cage Rage 18: Battleground 【Cage Rage英国フェザー級タイトルマッチ】   | 2006年9月30日  |
| ○    | 阿部裕幸                     | 5分3R終了 判定3-0                    | Cage Rage 16: Critical Condition                                       | 2006年4月22日  |
| ○    | ロビー・オリヴィエ           | 5分3R終了 判定3-0                    | Cage Rage 15: Adrenalin Rush 【Cage Rage英国フェザー級タイトルマッチ】 | 2006年2月4日   |
| ○    | オジー・ハルク               | 2R 4:25 TKO（踏みつけ）              | Cage Rage 13: No Fear 【Cage Rage英国フェザー級王座決定戦】            | 2005年9月10日  |
| ○    | ジョーダン・ミラー           | 2R 2:32 腕ひしぎ十字固め             | Cage Rage 12: The Real Deal                                            | 2005年7月2日   |
| ○    | アーロン・ブラックウェル     | 2R終了時 TKO（タオル投入）           | Cage Rage 11: Face Off                                                 | 2005年4月30日  |
| ×    | クリス・フリーボーン         | 1R 3:20 TKO（パンチ連打）            | Cage Rage 10: Deliverance                                              | 2005年2月26日  |
| ○    | スチュアート・グラント       | 1R 0:17 TKO（パンチ連打）            | Cage Rage 9: No Mercy                                                  | 2004年11月27日 |

## 獲得タイトル
- 初代Cage Rage英国フェザー級王座（2005年）
- 初代UCMMAフェザー級王座（2009年）

## 表彰
- UFC ファイト・オブ・ザ・ナイト（4回）
- UFC ノックアウト・オブ・ザ・ナイト（1回）
- WEC ファイト・オブ・ザ・ナイト（1回）
- WEC サブミッション・オブ・ザ・ナイト（1回）